# Józef Bańkowski (poseł)
Józef Bańkowski (ur. 3 lipca 1926 w Załuskich Kościelnych, zm. 9 maja 2014 w Koszalinie) – polski polityk, poseł na Sejm PRL VIII kadencji.

## Życiorys
Syn Jana i Adeli. Uzyskał wykształcenie podstawowe i zawód szypra. W 1944 wstąpił do 1 Dywizji Piechoty im. Tadeusza Kościuszki i przeszedł z nią szlak bojowy od Warszawy do Berlina. W 1946 wstąpił do Polskiej Partii Robotniczej. Członek Egzekutywy Komitetu Miejskiego w Darłowie i Komitetu Wojewódzkiego Polskiej Zjednoczonej Partii Robotniczej w Koszalinie. W 1980 uzyskał mandat posła na Sejm PRL VIII kadencji z okręgu Koszalin, zasiadał w Komisji Gospodarki Morskiej i Żeglugi, Komisji Handlu Wewnętrznego, Drobnej Wytwórczości i Usług, Komisji Współpracy Gospodarczej z Zagranicą i Gospodarki Morskiej oraz w Komisji Rynku Wewnętrznego, Drobnej Wytwórczości i Usług. Otrzymał Krzyż Kawalerski Orderu Odrodzenia Polski i Medal 30-lecia Polski Ludowej.
Pochowany na Cmentarzu Komunalnym przy ul. Gnieźnieńskiej w Koszalinie (kwatera R-31, rząd 4, grób 26).